# Vincent Peillon
Vincent Peillon (Suresnes, 7 luglio 1960) è un politico francese.
Membro del Partito Socialista francese, è stato europarlamentare e deputato all'Assemblea nazionale dal 1997 al 2002. Massone, è membro del Grande Oriente di Francia.

## Biografia

### Famiglia
Vincent Benoît Camille Peillon è figlio di Gilles Peillon (1928-2007), banchiere e comunista, che fu direttore generale della prima banca sovietica al di fuori dell'URSS, la Banca Commerciale per l'Europa del Nord – Eurobank, poi della banca franco-algerina Union méditerranéenne de banque. Da parte di madre, viene da una famiglia di ebrei alsaziani. Sua madre, Françoise Blum, nata nel 1930, fu direttrice di ricerca all'Institut national de la santé et de la recherche médicale (INSERM), specialista della fisiopatologia dell'ipofisi ; suo nonno fu il professor Léon Blum (1878-1930), specialista della fisiopatologia renale a Strasburgo, iniziatore della cura dell'insulinoterapia in Francia, figlio primogenito del rabbino Félix Blum (1847-1925) e di Jeannette Lederman ; sua nonna Thérèse Lion (1894-1985), figlia di un assicuratore del dipartimento della Mosella, fu avvocato e femminista.
Suo zio materno fu Étienne-Émile Baulieu (nato Étienne Blum), co-inventore della pillola RU 486, professore onorario al Collège de France, e la sua zia materna è Suzanne de Brunhoff economista al Centro nazionale della ricerca scientifica (CNRS).
Vincent Peillon è il fratello del giornalista Antoine Peillon.
È padre di quattro figli : due figlie nate dal suo primo matrimonio con la filosofa Brigitte Sitbon, la primogenita Salomé è incaricata di missione all'Istituto francese d'Israele a partire dal mese di febbraio 2013, e di due figli nati dalla sua unione in seconde nozze con la giornalista Nathalie Bensahel, caporedattrice aggiunta del settimanale Nouvel Observateur.